# Закон FARA (США)
Закон про реєстрацію іноземних агентів (FARA) (22 U.S.C. § 611 і далі) — закон США, прийнятий в 1938, який контролює політичну діяльність іноземців у Сполучених Штатах. Закон накладає зобов'язання щодо публічного розкриття інформації на осіб, які представляють іноземні інтереси. Він вимагає, щоб "іноземні агенти" — визначені як фізичні або юридичні особи, які займаються внутрішнім лобіюванням або адвокацією на користь іноземних урядів, організацій або осіб ("іноземні принципали") — реєструвалися в Міністерстві юстиції і розкривали свої зв'язки, діяльність і пов'язану з нею фінансову компенсацію.
FARA не забороняє лобіювання іноземних інтересів, а також не забороняє і не обмежує будь-яку конкретну діяльність. Його чітка мета — сприяти прозорості щодо іноземного впливу на американську громадську думку, політику і закони; з цією метою Міністерство юстиції зобов'язане оприлюднювати таку інформацію.  FARA був прийнятий у 1938 році в першу чергу для протидії нацистській пропаганді, з початковим акцентом на кримінальному переслідуванні підривної діяльності; з 1966 року правозастосування змістилося здебільшого в бік цивільних санкцій та добровільного дотримання вимог закону.
Протягом більшої частини свого існування FARA був відносно невідомим і на нього рідко посилалися; з 2017 року закон почали застосовувати з набагато більшою регулярністю та інтенсивністю, особливо проти чиновників, пов'язаних з адміністрацією Трампа.  Подальші гучні звинувачення та засудження за FARA спричинили більший громадський, політичний та правовий контроль, включаючи заклики до реформи.
Закон FARA адмініструється та застосовується Підрозділом FARA Секції контррозвідки та експортного контролю (CES) Відділу національної безпеки (NSD) Міністерства юстиції США. З 2016 року кількість реєстрацій зросла на 30 відсотків;  станом на листопад 2022 року у Підрозділі FARA було зареєстровано понад 500 активних іноземних агентів.

## Передумови
Іноземний вплив на американську політику був постійним предметом занепокоєння з моменту заснування країни. У 1796 році, перед своєю відставкою з посади президента, Джордж Вашингтон попереджав про іноземні держави, які намагаються впливати як на американський уряд, так і на громадськість, зокрема, за допомогою місцевих "інструментів та обману". Ще у 1808 році Палата представників намагалася провести розслідування щодо генерала армії США Джеймса Вілкінсона через звинувачення в тому, що він був іспанським шпигуном. У 1852 році в Конгресі була представлена спільна резолюція, яка посилалася на попередження Вашингтона і підтверджувала зобов'язання уряду США "протидіяти підступним хитрощам іноземного впливу".

Незважаючи на глибоко вкорінене занепокоєння щодо іноземного втручання в американську політику, для американців не є незаконним виступати на захист іноземних урядів чи інтересів. Перша поправка до Конституції США закріплює право подавати петиції до уряду, в тому числі через політичне лобіювання,  і не робить різниці між громадянами та негромадянами. Як наслідок, зусилля, спрямовані на боротьбу з іноземним впливом, як правило, уникали цензури на користь прозорості. Лише в 1917 році, невдовзі після вступу США у Першу світову війну, Конгрес зробив перші офіційні спроби регулювати або обмежувати іноземне лобіювання, беручи до уваги заходи, які вимагали б від іноземних агентів публічного розкриття їхньої діяльності, та забороняючи негромадянам-резидентам діяти як іноземні агенти без попереднього дозволу уряду.

## Історія
У відповідь на підйом нацизму в Німеччині в 1930-х роках Палата представників створила Спеціальний комітет з антиамериканської діяльності, щоб вирішити зростаюче занепокоєння щодо іноземної пропаганди в США. Комітету було доручено провести розслідування з трьох питань: "(1) масштаби, характер і об'єкти нацистської пропагандистської діяльності в Сполучених Штатах, (2) поширення в Сполучених Штатах підривної пропаганди, яка підбурюється з-за кордону і нападає на принцип форми правління, гарантований Конституцією, і (3) всі інші питання, пов'язані з цим, які допоможуть Конгресу прийняти будь-яке необхідне законодавство для виправлення ситуації."
Відповідно до висновків та рекомендацій комітету, FARA був прийнятий у 1938 році для боротьби з іноземною пропагандою та політичною підривною діяльністю, особливо з нацистських джерел за кордоном; іноземні агенти підпадали під дію закону незалежно від того, чи діяли вони "за або від імені" цих інтересів. Закон не забороняв таку діяльність, але натомість вимагав, щоб особи, які займаються пропагандою від імені іноземних урядів та принципалів, реєструвалися в уряді та розкривали інформацію про своїх клієнтів, діяльність та умови контрактів. Виконання закону було покладено на Державний департамент, який виступав проти такої відповідальності на підставі того, що йому бракувало ресурсів та персоналу; Отже, повноваження щодо забезпечення виконання закону були передані Міністерству юстиції в 1942 році.  Під час Другої світової війни в новоствореному Військовому відділі Міністерства юстиції було створено "Секцію реєстрації іноземних агентів", і загалом було порушено 23 кримінальні справи на основі FARA.
Після закінчення війни в 1945 році застосування FARA значно знизилося: Між 1945 і 1955 роками було пред'явлено лише два обвинувачення, а між 1955 і 1962 роками — дев'ять обвинувачень за "неподання".

## Редакція 1966 року
У 1966 році Закон був змінений і звужений, щоб акцентувати увагу на агентах, які фактично працюють з іноземними державами і прагнуть отримати економічну або політичну вигоду, впливаючи на прийняття урядових рішень. Поправки змістили фокус закону з пропаганди на політичне лобіювання і звузили значення поняття "іноземний агент". Відповідно, особа або організація не могла бути внесена до бази даних FARA, якщо уряд не доведе, що вони діяли "за наказом, проханням, під керівництвом або контролем іноземного принципала", і не доведе, що ймовірний іноземний агент займався "політичною діяльністю на користь або в інтересах такого іноземного принципала", в тому числі "представляв інтереси такого іноземного принципала перед будь-яким агентством або посадовою особою Уряду Сполучених Штатів".
Через більший тягар доказування, покладений на уряд, до 2015 року було лише сім кримінальних переслідувань за FARA, жодне з яких не завершилося обвинувальним вироком. Однак було також додано цивільний судовий захист, який дозволив Міністерству юстиції попереджати фізичних та юридичних осіб про можливі порушення закону, забезпечуючи більш добровільне дотримання закону, водночас чітко вказуючи, коли закон було порушено. Це призвело до відходу від початкового фокусу закону на кримінальному переслідуванні, оскільки з того часу зросла кількість успішних цивільних справ та адміністративних рішень.

## Редакція 1995 року
У 1995 році термін "політична пропаганда" було вилучено з Підрозділу 611 після справи Верховного суду 1987 року "Міз проти Кіна" (Meese v. Keene), в якій сенатор штату Каліфорнія хотів розповсюдити три фільми з Канади про кислотні дощі та ядерну війну, але побоювався, що його репутація постраждає, якщо ці фільми будуть офіційно класифіковані як "політична пропаганда". Суд підтвердив попереднє рішення суду нижчої інстанції на користь одного з дистриб'юторів фільму у справі "Блок проти Міза" (Block v. Meese). Закон про розкриття інформації про лобіювання 1995 року передбачив винятки з FARA для певних агентів, які зареєструвалися в Конгресі і, таким чином, отримали дозвіл безпосередньо лобіювати законодавчу та виконавчу гілки влади.

## Двадцять перше століття
Міністерство юстиції створило онлайн-базу даних реєстрантів FARA. У 2004 році Міністерство юстиції заявило, що база даних підрозділу FARA для відстеження іноземних лобістів перебуває в занедбаному стані; до 2007 року воно запустило онлайн-базу даних, яка може бути використана громадськістю для пошуку заявок і поточних звітів. Того ж року Міністерство юстиції повідомило, що перед Конгресом, Білим домом і федеральними агентствами працюють приблизно 1700 лобістів, які представляють понад 100 країн, багато з яких не були зареєстровані в рамках FARA.
Після сплеску суспільної уваги, реєстрацій та відомих справ у 2016 році журнал Foreign Affairs заявив: "FARA більше не є забутим і часто ігнорованим елементом реформ епохи Нового курсу. Через вісім десятиліть після прийняття FARA нарешті вартий того паперу, на якому він був написаний".

## Сфера застосування
Закон вимагає періодичного розкриття інформації про всю діяльність та фінанси:
- особами та організаціями, які перебувають під контролем

- іноземного уряду, або
- організацій або осіб за межами Сполучених Штатів ("іноземний принципал"),

- якщо вони діють "за наказом, проханням, під керівництвом або контролем" ("агенти")

- цього принципала або
- осіб, які "значною мірою контролюються або субсидуються" цим принципалом.

Організації, що перебувають під таким іноземним контролем, можуть включати політичних агентів, радників зі зв'язків з громадськістю, рекламних агентів, працівників інформаційних служб, політичних консультантів, фандрайзерів або тих, хто представляє іноземну державу перед будь-якою установою чи посадовою особою уряду Сполучених Штатів.
Закон не поширюється на новини або прес-служби, які не належать іноземному принципалу. Він також передбачає чіткі винятки для організацій, що займаються "релігійною, науковою, академічною або науковою діяльністю чи образотворчим мистецтвом", а також для тих, що "не служать переважно іноземним інтересам".

### Приклади організацій, що лобіюють інтереси іноземних урядів
Прикладами організацій, що лобіюють інтереси іноземних урядів, є DMP International (Пол Манафорт), Flynn Intel Group (Майкл Флінн), DLA Piper, Dickens & Madson Canada, Invest Northern Ireland, Японська національна туристична організація, Нідерландська рада з туризму та конвенцій, та Ketchum Inc..

## Видатні справи
За цим Законом відкрито кілька десятків кримінальних переслідувань та цивільних справ. Серед найвидатніших:
- Сполучені Штати проти Інформаційного центру про мир, 97 F. Supp. 255 (D.D.C. 1951).  в якому уряд США стверджував, що миротворча організація, очолювана панафриканістським борцем за громадянські права афроамериканців Вільям Е. Б. Дюбойс, поширювала пропаганду як агент іноземних урядів. Суддя першої інстанції закрив справу за відсутністю доказів.[45]

- Сполучені Штати проти Джона Джозефа Френка (D.D.C. 1959) де відсутність реєстрації Френка як агента Домініканської Республіки була посилена тим фактом, що відповідача було повідомлено листом про його обов'язок зареєструватися.[27][46]

- Сполучені Штати проти Пак Тонг-Суна (D.D.C. 1977) стосувалися Південної Кореї та завершилися угодою про визнання провини.[27][47]

- Генеральний прокурор проти Ірландського північного комітету допомоги (1981), у якому уряд намагався змусити комітет, який уже був зареєстрований згідно з FARA, зареєструватися більш конкретно як агент Ірландської республіканської армії (IRA). Комітет, розташований у Белфасті, Північна Ірландія, який збирав гроші від прихильників у США, заперечував зв'язок з ІРА та стверджував, що вибіркове судове переслідування ґрунтувалося на ворожості генерального прокурора до їхніх переконань.[48] Незважаючи на те, що в 1972 році цього не вдалося зробити, у травні 1981 року Міністерство юстиції США виграло судову справу, яка змусила комітет зареєструватися в IRA як його іноземний принципал, але комітету було дозволено включити письмову заяву про незгоду з цим судовим ррішенням.[49]

- Генеральний прокурор проти The Irish People, Inc. (1986) в якому суд постановив, що видання Ірландського комітету допомоги Півночі «The Irish People» також має бути зареєстроване відповідно до Закону і в ІРА як його іноземний принципал.[50][51]

- Сполучені Штати проти Макгофа: 831 °F.2d 1071 (D.C. Cir. 1987) скорочено термін позовної давності для агентів, які відмовляються зареєструватися, всупереч прямому формулюванню в розділі 8(e) Закону.[27]

- «Кубинська п'ятірка» (1998—2000) п'ять офіцерів кубинської розвідки були визнані винними в тому, що діяли як агенти іноземного уряду в рамках FARA, а також за різними звинуваченнями у змові після в'їзду до США з метою шпигунства за Південним командуванням США і різними угрупуваннями кубинських американців, які, як вважалося, здійснювали терористичні акти на Кубі.[52]

- Сполучені Штати проти Сьюзен Ліндауер та ін.  (2004) стосувалася колишнього співробітника Конгресу США і журналіста, якого американський уряд звинуватив у порушенні фінансових санкцій, запроваджених проти Іраку ще до війни, шляхом отримання платежів від оперативників іракської розвідки. На додаток до звинувачень за FARA, Ліндауер було висунуто звинувачення за розділом 2332d Розділу 18 (фінансові злочини) і потрапила під дію Закону про міжнародні надзвичайні економічні повноваження (IEEPA). Під час і після однорічного ув'язнення її двічі визнавали недієздатною, щоб постати перед судом. У суді Ліндауер виграла, незважаючи на спроби Міністерства юстиції примусово накачати її антипсихотичними препаратами. Справу було закрито у 2009 році.
- "Справа «Сполучені Штати проти Саміра А. Вінсента» (2005) включала звинувачення у змові з метою діяти як незареєстрований агент іноземного уряду[53] під час скандалу «нафта в обмін на продовольство», що допомагав уряду Саддама Хусейна. Самір був оштрафований на 300 000 доларів і засуджений до умовного терміну.[54][55]

- Саїд Гулам Набі Фай, громадянин США з індійського штату Джамму і Кашмір, був заарештований у 2011 році Федеральним бюро розслідувань за таємне лобіювання інтересів Міжвідомчої розвідувальної служби Пакистану.[56] Пізніше він визнав себе винним в ухиленні від сплати податків і наданні неправдивих свідчень.[57][58]

- 13 листопада 2017 року RT America офіційно зареєструвався як іноземний агент і буде зобов'язаний розкривати фінансову інформацію.[59]

- У 2018 році Міністерство юстиції США зобов'язало китайське державне інформаційне агентство «Сіньхуа» та Китайську глобальну телевізійну мережу зареєструватися як іноземні агенти.[60]

- Організація «Зарубіжні друзі БДП» (OFBJP-BJP — правляча Бхаратія Джаната партія Індії), після 29 років діяльності в США, офіційно зареєструвалася як «іноземний агент» 27 серпня 2020 року.[61]

- У жовтні 2020 року Еліотт Бройді визнав себе винним у тому, що діяв як незареєстрований іноземний агент, зізнавшись, що взяв 9 мільйонів доларів для таємного лобіювання адміністрації Трампа від імені урядових інтересів Малайзії та Китаю.[62][63][64]

## Організації, включені Сполученими Штатами до списку іноземних агентів
- CGTN America
- China Daily
- China Global Television Network
- RT (телевізійна мережа)
- Sing Tao Daily
- Xinhua News Agency

## Відповідне законодавство
FARA є одним з декількох федеральних законів, спрямованих на осіб, яких називають іноземними агентами. Закон про відносини з Тайванем і Договір про вільну асоціацію з Федеративними Штатами Мікронезії та Маршалловими островами дозволяють виключення агентів, які не підпадають під дію інших законів. Крім того, існували закони, спрямовані проти конкретних іноземних агентів, наприклад, закриття офісу Організації визволення Палестини у Вашингтоні в 1981 році і заборона на збір коштів у Сполучених Штатах від імені певних насильницьких груп, які виступають проти ізраїльсько-палестинського мирного процесу. Закон про боротьбу з тероризмом та ефективну смертну кару від 1996 року забороняє, серед іншого, збір коштів всередині країни на користь іноземних організацій, визначених Сполученими Штатами як терористичні.

## Звинувачення у вибірковому застосуванні
Хоча закон був розроблений для застосування до будь-якого іноземного агента, його звинувачували в тому, що він використовувався для націлювання на країни, які були в немилості у певної адміністрації. Це стверджував Ірландський комітет допомоги Півночі в судових справах. У 1980-х роках Федеральне бюро розслідувань (ФБР) проводило операції проти Комітету солідарності з народом Сальвадору (CISPES), які, як стверджувалося, ґрунтувалися на вибірковому застосуванні FARA. Було відзначено, що в той самий період, коли ФБР розслідувало діяльність CISPES, воно ігнорувало можливі порушення з боку FARA, такі як розміщення на обкладинці журналу "Солдат удачі" реклами, яка допомагала родезійській національній армії набирати бійців.
У 1950-х роках адміністрація президента Ейзенхауера неодноразово вимагала, щоб лідери Американської сіоністської ради зареєструвалися як "агенти іноземного уряду". У листопаді 1962 року Міністерство юстиції генерального прокурора Роберта Кеннеді наказало Американській сіоністській раді зареєструватися як іноземний агент згідно з FARA, оскільки вона фінансувалася Єврейським агентством для Ізраїлю і, таким чином, діяла від імені Ізраїлю; пізніше Міністерство юстиції відкликало свою вимогу.
У статті 2023 року в The Nation зазначалося, що FARA "використовується як інструмент для переслідування таких антивоєнних і правозахисних організацій, як Ірландський комітет допомоги Півночі, Комітет солідарності з народом Сальвадору та Палестинський інформаційний офіс. У 2018 році контрольований республіканцями Комітет Палати представників з питань природних ресурсів ініціював розслідування FARA проти чотирьох екологічних правозахисних організацій, зокрема Earthjustice і Ради захисту природних ресурсів.
Американська сіоністська рада була реорганізована в Американсько-ізраїльський комітет зі зв'язків з громадськістю (AIPAC). У 1988 році колишній сенатор Вільям Фулбрайт і колишній високопоставлений співробітник ЦРУ Віктор Маркетті безуспішно подали петицію до Міністерства юстиції з проханням про реєстрацію лобі відповідно до Закону.
Справа 2005 року "Сполучені Штати проти Франкліна, Розена і Вайсмана" проти співробітника Міністерства оборони США Ларрі Франкліна, політичного директора AIPAC Стівена Розена і старшого аналітика AIPAC з питань Ірану Кіта Вайсмана підвищила ймовірність того, що AIPAC потрапить під більш пильний контроль з боку Міністерства юстиції. Хоча Франклін визнав себе винним у передачі державної таємниці Розену і Вайсману, а також ізраїльському урядовцю, справи проти Розена і Вайсмана були закриті, а проти AIPAC не було порушено жодних справ.

## Запропонована реформа
Були пропозиції щодо реформування FARA з метою покращення правозастосування та модернізації його положень. У вересні 2016 року Офіс генерального інспектора Міністерства юстиції США оприлюднив результати аудиту виконання FARA Відділом національної безпеки. У звіті зазначається, що посадові особи НБ США запропонували внести зміни до FARA, щоб надати Міністерству юстиції повноваження на проведення цивільних розслідувань для кращого виконання закону, а також скасувати виняток із Закону про розкриття інформації щодо лобіювання для покращення його дотримання.
Неприбуткові організації скаржилися, що широкі визначення в FARA можуть охоплювати багато рутинної неприбуткової діяльності, вимагаючи від них потенційної реєстрації як іноземних агентів. У відповідь на це було запропоновано внести зміни до Закону, щоб визначити, що іноземними принципалами відповідно до Закону можуть бути лише іноземні уряди, політичні партії або ті, що діють від їхнього імені, а також внести зміни до поточного широкого і нечіткого визначення агентів у FARA, щоб натомість імітувати Третє визначення Закону про агентську діяльність.
У липні 2020 року генеральний прокурор Вільям Барр попередив американські компанії та керівників, що захист інтересів китайського уряду може порушувати вимоги FARA. У листопаді 2021 року агентство Reuters повідомило, що посольство Китаю у Вашингтоні, округ Колумбія, надіслало листи американським керівникам із закликом лобіювати проти законопроектів, спрямованих на посилення економічної конкурентоспроможності США, що може викликати занепокоєння FARA.

## Покарання
Станом на 2020 рік порушення FARA тягне за собою штраф до 250 тисяч доларів США або тюремне ув'язнення на строк до 5 років.

## Дивіться також
- Російське законодавство про іноземних агентів (2012)
- Закон Сміта
- Ворог народу
- Іноземний агент